# Nigrobaetis clivosus
Nigrobaetis clivosus is een haft uit de familie Baetidae. De wetenschappelijke naam van de soort is voor het eerst geldig gepubliceerd in 1994 door Chang & Yang.
De soort komt voor in het Oriëntaals gebied.